# Feldballe (plaats)
Feldballe is een plaats in de Deense regio Midden-Jutland, gemeente Syddjurs, en telt 412 inwoners (2007).